# Província da Carolina
```
   |-
       |
Erro:
:  
valor não especificado para "
nome_comum
"
```

A Província da Carolina foi uma das Colônias do Sul na América Britânica, primeiramente subordinada à Inglaterra (até 1707) e depois disso, ao Império Britânico, até 1712, quando houve a separação entre Norte e Sul. 
A Província da Carolina foi fundada onde é hoje em dia o Estado da Carolina do Norte. A Carolina se expandiu para o Sul e, quando em sua maior extensão, incluiu nominalmente os atuais Estados da Carolina do Norte, Carolina do Sul, Geórgia, Alabama, Tennessee e Mississippi, além de partes dos atuais Estados da Flórida e da Louisiana.

## Histórico
Sir Robert Heath, procurador-geral do rei Carlos I da Inglaterra, recebeu a região Cape Fear da América, incorporada como Província da Carolana, em 1629. A carta de concessão não foi efetivada e foi declarada inválida, uma nova carta foi emitida para um grupo de oito nobres ingleses, os chamados Lordes Proprietários, em 24 de março de 1663. Somente em 1663 a província se tornou oficialmente conhecida como "Carolina". Carlos II concedeu a terra aos oito Lordes Proprietários em troca de sua assistência financeira e política para restaurá-lo ao trono em 1660. Carlos II pretendia que a província recém-criada servisse como baluarte inglês para contestar terras reivindicadas pela Flórida espanhola e impedir sua expansão para o Norte. Liderada informalmente por Anthony Ashley Cooper, 1º Conde de Shaftesbury, a Província da Carolina foi controlada de 1663 a 1729 por esses senhores e seus herdeiros.
Em 1669, as Constituições Fundamentais da Carolina dividiram a colônia da Carolina em duas províncias: a província de Albemarle no Norte e a província de Clarendon no Sul. Devido a divergências sobre o governo da colônia e a distância entre os assentamentos na metade Norte e os assentamentos na metade Sul, em 1691, um vice-governador foi nomeado para administrar a metade Norte da Carolina (província de Albemarle). Em 1712, as duas províncias se separaram: a Província da Carolina do Norte (antiga província de Albemarle) e a Província da Carolina do Sul (antiga província de Clarendon).
Embora a divisão entre os governos do Norte e do Sul tenha sido concluída em 1712, as duas colônias continuaram nas mãos do mesmo grupo de proprietários. Uma rebelião contra os proprietários eclodiu em 1719, o que levou à nomeação de um governador real para a Carolina do Sul em 1720. Depois de quase uma década em que o governo britânico procurou localizar e comprar os proprietários, tanto a Carolina do Norte quanto a Carolina do Sul se tornaram colônias reais em 1729.

### Concessão de 1629
Em 30 de outubro de 1629, o rei Carlos I da Inglaterra concedeu uma patente a Sir Robert Heath pelas terras ao Sul de 36 graus e ao Norte de 31 graus, com o nome de "Carolana" em homenagem a esse Rei. Carolus é latim para 'Charles'. Heath queria a terra para os huguenotes franceses, mas quando Charles restringiu o uso da terra aos membros da Igreja da Inglaterra, Heath atribuiu sua concessão a Jorge, Lord Berkeley. O rei Carlos I foi executado em 1649 e Heath fugiu para a França, onde morreu. Após a restauração da monarquia em 1660, os herdeiros de Heath tentaram reafirmar sua reivindicação à terra, mas Carlos II julgou a reivindicação inválida.

### Concessão de 1663
Em 24 de março de 1663, Carlos II emitiu uma nova carta a um grupo de oito nobres ingleses, concedendo-lhes a terra da Carolina, como recompensa por seu fiel apoio a seus esforços para recuperar o trono da Inglaterra. Os oito foram chamados Lords Proprietors ou simplesmente Proprietors. A Carta de 1663 concedeu o título de Lords Proprietor a todas as terras da fronteira sul da Colônia da Virgínia a 36 graus norte a 31 graus norte (ao longo da costa da atual Geórgia). Em 1665, a carta foi revisada ligeiramente (ver Royal Colonial Boundary of 1665), com a fronteira norte estendida a 36 graus e 30 minutos ao norte para incluir as terras dos colonos ao longo do Albemarle Sound que haviam deixado a Colônia da Virgínia. Da mesma forma, a fronteira sul foi deslocada para o sul a 29 graus norte, ao sul da atual Daytona Beach, na Flórida, que teve o efeito de incluir o assentamento espanhol existente em Santo Agostinho. A Carta também concedeu toda a terra, entre esses limites norte e sul, do Atlântico, para o oeste, até as margens do Oceano Pacífico.
Os Lordes Proprietários mencionados na carta foram Edward Hyde, 1º Conde de Clarendon; Jorge Monck, 1º duque de Albemarle; William Craven, 1º conde de Craven; John Berkeley, 1º Barão Berkeley de Stratton; Anthony Ashley Cooper, 1º conde de Shaftesbury; Sir Jorge Carteret; Sir William Berkeley (irmão de John); e Sir John Colleton. Dos oito, quem demonstrou o interesse mais ativo em Carolina foi Lord Shaftesbury. Shaftesbury, com a assistência de seu secretário, o filósofo John Locke, redigiu o Grande Modelo para a Província da Carolina (que incluía as Constituições Fundamentais da Carolina), um plano para o governo da colônia fortemente influenciado pelas idéias do cientista político inglês James Harrington. Alguns dos outros Lordes Proprietários também tinham interesse em outras colônias: por exemplo, John Berkeley e Jorge Carteret mantinham participações na província de Nova Jersey, e William Berkeley tinha interesse na Virgínia.
Os Senhores Proprietários, operando sob sua Carta Real, foram capazes de exercer sua autoridade quase com a independência do próprio rei. O governo atual consistia em um governador, um conselho poderoso, no qual metade dos conselheiros era nomeado pelos próprios senhores proprietários e uma assembléia eleita popularmente relativamente fraca. A partir de três gerações desde Colombo, os espanhóis de sua base na Flórida começaram a emigrar na costa da moderna Carolina do Norte. Uma tribo hostil da Virgínia os levou de volta à Geórgia. Enquanto isso, um contingente escocês havia se estabelecido na Carolina do Sul para ser extirpado pelos espanhóis, que habitavam Parris Island, SC, até 1655. Os espanhóis foram novamente espancados Geórgia.
Embora a Colônia Perdida na Ilha Roanoke tenha sido a primeira tentativa inglesa de se estabelecer no território da Carolina, o primeiro assentamento inglês permanente não foi estabelecido até 1653, quando emigrantes da Colônia da Virgínia, com outros da Nova Inglaterra e Bermudas, se estabeleceram na boca de os rios Chowan e Roanoke, nas margens do Albemarle Sound, no canto nordeste da atual Carolina do Norte. Os assentamentos de Albemarle, anteriores à Carta Real por dez anos, passaram a ser conhecidos na Virgínia como "Porto dos Rogues". Em 1664, a região estava organizada como Albemarle County. Em 1663, o capitão William Hilton notou a presença de uma cruz de madeira erguida pelos espanhóis que ainda estava diante da casa de reunião dos índios que moravam no que mais tarde se tornou Port Royal. Em 1665, Sir John Yeamans estabeleceu um segundo assentamento inglês de curta duração no rio Cape Fear, perto da atual Wilmington, Carolina do Norte, que ele nomeou Clarendon.
Os Senhores Proprietários fundaram um novo assentamento mais robusto quando enviaram 150 colonos para a província no início de 1670, aterrando-os em um local ao sul dos outros assentamentos, perto da atual Charleston, Carolina do Sul. Muitos dos colonos eram plantadores de Barbados. O assentamento "Charles Town", como era conhecido na época, desenvolveu-se mais rapidamente do que os assentamentos Albemarle e Cape Fear devido às vantagens de um porto natural e à expansão do comércio com as Índias Ocidentais. Charles Town tornou-se a principal sede do governo de toda a província; Lord Shaftesbury especificou seu plano de rua. Os rios Ashley e Cooper, nas proximidades, recebem esse nome.
Devido ao afastamento um do outro, as seções norte e sul da colônia operaram de maneira mais ou menos independente até 1691, quando Philip Ludwell foi nomeado governador de toda a província. Desde então, até 1708, os assentamentos do norte e do sul permaneceram sob um governo. O norte continuou a ter sua própria assembléia e conselho; o governador residia em Charles Towne e nomeou um vice-governador para o norte. Durante esse período, as duas partes da província começaram a ser cada vez mais conhecidas como Carolina do Norte e Carolina do Sul.
A Carolina foi a primeira de três colônias na América do Norte colonizadas pelos ingleses a ter um plano abrangente. Conhecido como o Grande Modelo, ou Grand Modell, era composto por uma constituição e diretrizes detalhadas para assentamento e desenvolvimento. A constituição, intitulada Constituições Fundamentais da Carolina, foi redigida pelo filósofo John Locke, sob a direção de Anthony Ashley Cooper (mais tarde feito Conde de Shaftesbury).

### Dissidência
De 1708 a 1710, devido à inquietação com as tentativas de estabelecer a igreja anglicana na província, o povo não pôde concordar com uma lista de funcionários eleitos; consequentemente, não houve governo reconhecido e legal por mais de dois anos, período que culminou na rebelião de Cary quando os Lordes Proprietários finalmente contrataram um novo governador. Essa circunstância, juntamente com a Guerra de Tuscarora e a Guerra de Yamasee, e a incapacidade de os Senhores Proprietários agirem de maneira decisiva, levaram a separar governos da Carolina do Norte e do Sul.
Alguns consideram esse período o estabelecimento de colônias separadas, mas isso não ocorreu oficialmente até 1729, o sentimento anti-britânico nas Carolina do Norte e do Sul aumentou, e a Carolina do Sul derrubou o domínio britânico em 1719, elegendo seu próprio governador. Em um movimento para impedir a expansão francesa e espanhola nas colônias britânicas, o rei Jorge I comprou a Carolina do Norte dos Senhores Proprietários em 1729 e a transformou em uma colônia da Coroa, permitindo que a Carolina do Sul se limitasse a se auto-governar como um estado-tampão.
A oitava parte era de Sir Jorge Carteret, que havia passado para seu bisneto John Carteret, segundo Earl Granville. Ele manteve a propriedade de uma faixa de terra de noventa quilômetros na Carolina do Norte, ao lado da fronteira da Virgínia, que ficou conhecida como Distrito de Granville. Este distrito se tornaria palco de muitas disputas, de 1729 até a Guerra Revolucionária Americana, quando foi tomado pelo governo revolucionário da Carolina do Norte.
Os governos sob o domínio proprietário e sob o governo da coroa foram organizados de forma semelhante. A principal diferença era quem deveria nomear os funcionários do governo: os Lordes Proprietários ou o Soberano.

### A Geórgia
Em 1732, uma carta corporativa da Província da Geórgia foi concedida pelo rei Jorge II, sobre uma porção mais ao Sul da Carolina do Sul, que posteriormente se tornou parte da colônia britânica da Geórgia em 1732.